# Bothynus peninsularis
Bothynus peninsularis är en skalbaggsart som beskrevs av Thomas Casey 1915. Bothynus peninsularis ingår i släktet Bothynus och familjen Dynastidae. Inga underarter finns listade.